# Acanthocera lutzi
Acanthocera lutzi är en tvåvingeart som först beskrevs av Günther Enderlein 1922.  Acanthocera lutzi ingår i släktet Acanthocera och familjen bromsar. Inga underarter finns listade i Catalogue of Life.